# Allenatori del Club Alianza Lima

## Lista completa
| Nome                    | Nazionalità | dai  | ai   |
| ----------------------- | ----------- | ---- | ---- |
| Guillermo Rivero        | Perù        | 1927 | 1934 |
| Jorge Koochoi Sarmiento | Perù        | 1935 | 1937 |
| Julio Quintana          | Perù        | 1937 | 1940 |
| Alejandro Villanueva    | Perù        | 1940 | 1941 |
| Juan Valdivieso Padilla | Perù        | 1941 | 1941 |
| Gerardo Arce            | Perù        | 1942 | 1943 |
| Máximo Lobatón          | Perù        | 1944 | 1944 |
| Julio Manisse           | Uruguay     | 1944 | 1944 |
| Domingo Arrillaga       | Spagna      | 1945 | 1945 |
| Rafael Castillo         | Perù        | 1946 | 1946 |
| Adelfo Magallanes       | Perù        | 1946 | 1948 |
| Juan Berastaín          | Perù        | 1949 | 1949 |
| Roberto Aramburú        | Perù        | 1949 | 1949 |
| Piado Petrovich         | Italia      | 1950 | 1950 |
| Alejandro González      | Perù        | 1951 | 1951 |
| Luis Guzmán             | Perù        | 1952 | 1953 |
| Carlos Mora             | Perù        | 1953 | 1953 |
| Roberto Scarone         | Uruguay     | 1957 | 1959 |
| Alfonso Huapaya         | Perù        | 1960 | 1960 |
| Carlos Gómez Sánchez    | Perù        | 1961 | 1961 |
| Jaime de Almeyda        | Brasile     | 1961 | 1966 |
| Ladislao Pakozdi        | Perù        | 1967 | 1967 |
| Marinho de Oliveira     | Uruguay     | 1968 | 1968 |
| Hugo Bagnulo            | Perù        | 1969 | 1970 |
| José Gomes Nogueira     | Brasile     | 1971 | 1972 |
| Roberto Reynoso         | Perù        | 1972 | 1972 |
| Dan Georgiadis          | Grecia      | 1972 | 1972 |
| Vito Andrés Bártoli     | Argentina   | 1973 | 1973 |
| Segundo Capristán       | Perù        | 1973 | 1973 |
| Rafael Castillo Huapaya | Perù        | 1973 | 1974 |
| Marcos Calderón         | Perù        | 1975 | 1976 |
| Juan Eduardo Hohberg    | Uruguay     | 1977 | 1978 |
| Juan José Tan           | Perù        | 1979 | 1979 |
| César Cubilla           | Paraguay    | 1980 | 1980 |
| Víctor Zegarra          | Perù        | 1981 | 1983 |
| Juan José Tan           | Perù        | 1984 | 1985 |
| Didí                    | Brasile     | 1986 | 1986 |
| Marcos Calderón         | Perù        | 1987 | 1987 |
| Teófilo Cubillas        | Perù        | 1988 | 1988 |
| Miguel Company          | Perù        | 1989 | 1989 |
| José Carlos Amaral      | Brasile     | 1990 | 1991 |
| Simo Vilic              | Perù        | 1991 | 1991 |
| Pedro Dellacha          | Argentina   | 1992 | 1992 |
| Miguel Ángel Arrué      | Cile        | 1992 | 1994 |
| Iván Brzic              | Croazia     | 1994 | 1995 |
| Gilberto Alves          | Brasile     | 1996 | 1996 |
| Jorge Luis Pinto        | Colombia    | 1997 | 1998 |
| Edgar Ospina            | Colombia    | 1998 | 1999 |
| Jorge Luis Pinto        | Colombia    | 1999 | 2000 |
| Arthur Bernades         | Brasile     | 2000 | 2000 |
| Paulo Autuori           | Brasile     | 2001 | 2001 |
| Bernabé Herráez         | Spagna      | 2001 | 2001 |
| José Torres             | Perù        | 2002 | 2003 |
| Gustavo Costas          | Argentina   | 2003 | 2004 |
| Rubén Darío Insúa       | Argentina   | 2005 | 2005 |
| Wilmar Valencia         | Perù        | 2005 | 2005 |
| Gerardo Pelusso         | Uruguay     | 2006 | 2007 |
| Diego Aguirre           | Uruguay     | 2007 | 2007 |
| José Soto               | Perù        | 2008 | 2008 |
| Richard Páez            | Perù        | 2008 | 2008 |
| Gustavo Costas          | Argentina   | 2009 | 2011 |
| José Soto               | Perù        | 2012 | 2012 |
| Wilmar Valencia         | Perù        | 2013 | 2013 |
| Guillermo Sanguinetti   | Uruguay     | 2014 | 2015 |
| Gustavo Roverano        | Uruguay     | 2015 | 2015 |
| Roberto Mosquera        | Perù        | 2016 | 2016 |
| Pablo Bengoechea        | Uruguay     | 2017 | 2018 |
| Miguel Ángel Russo      | Argentina   | 2019 | 2019 |
| Pablo Bengoechea        | Perù        | 2019 | 2020 |
| Mario Salas             | Cile        | 2020 | 2020 |
| Carlos Bustos           | Argentina   | 2021 | 2022 |
| Guillermo Salas         | Perù        | 2022 |      |

## Statistiche
| Nome                  | Nazionalità | Periodo/i            | G   | V   | N  | P  |
| --------------------- | ----------- | -------------------- | --- | --- | -- | -- |
| Gustavo Costas        | Argentina   | 2003-2004, 2009-2011 | 212 | 112 | 49 | 51 |
| Rubén Darío Insúa     | Argentina   | 2005                 | 17  | 4   | 8  | 5  |
| Wilmar Valencia       | Perù        | 2005, 2013           | 54  | 22  | 14 | 18 |
| Gerardo Pelusso       | Uruguay     | 2006-2007            | 74  | 34  | 20 | 20 |
| Diego Aguirre         | Uruguay     | 2007                 | 5   | 1   | 1  | 2  |
| Guillermo Sanguinetti | Uruguay     | 2014-2015            | 66  | 29  | 23 | 14 |
| Gustavo Roverano      | Uruguay     | 2015                 | 21  | 9   | 3  | 9  |
| Roberto Mosquera      | Perù        | 2016                 | 35  | 14  | 9  | 12 |
| Pablo Bengoechea      | Uruguay     | 2017-2018, 2019-2020 | 119 | 54  | 30 | 35 |
| Miguel Ángel Russo    | Argentina   | 2019                 | 15  | 3   | 4  | 8  |
| Mario Salas           | Cile        | 2020                 | 19  | 3   | 7  | 9  |
| Carlos Bustos         | Argentina   | 2021-2022            | 62  | 32  | 16 | 14 |